# Eliška (dcera Přemysla Otakara II.)
Eliška (před 1260 – po 1281) byla nemanželská dcera českého krále Přemysla Otakara II. a jeho milenky Anežky z Kuenringu.
Krátce před rokem 1274 si vzala českého šlechtice Oldřicha z Drnholce († 1274). Po jeho smrti si vzala svého příbuzného Jindřicha z Kuenringu († 1281). Po jeho smrti se vdala potřetí. Jejím třetím manželem byl Vikart z Polné.